# Ernst Henrici
Pour les articles homonymes, voir Henrici.

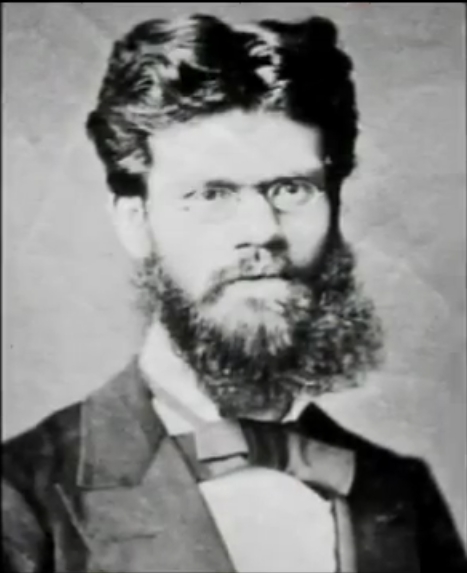
Ernest Henrici

Carl Ernst Julius Henrici (né le 10 décembre 1854 à Berlin et mort le 10 juillet 1915 à Döbeln) est un professeur de lycée prussien, écrivain, aventurier colonial et homme politique antisémite.

## Biographie
Ernst Henrici est le fils du collecteur d'impôts Friedrich Wilhelm Ludwig Henrici et de sa femme Wilhelmine née Luedecke. À Berlin, il étudie au lycée de Friedrichswerder et passe son Abitur en 1874. Il étudie ensuite la philologie à l'Université Frédéric-Guillaume et obtient son doctorat en 1878 avec un travail primé sur « Notkers Psalmenkommentar ». Il travaille ensuite comme enseignant dans un lycée privé pour filles. Avec son frère aîné, le professeur de lycée Emil Henrici, il fonde la « Société pour la philologie allemande » et publie des ouvrages très acclamés sur des sujets linguistiques et historiques. En 1879, il se rend à Londres pour étudier et s'y marie pour la première fois. Après son retour la même année, il effectue un stage en tant que professeur de lycée à l'école de Luisenstadt de Berlin et passe l'année suivante à l'école Victoria, une école supérieure pour filles.

### Agitateur antisémite
Politiquement, Henrici est d'abord impliqué dans le Parti progressiste de gauche, mais après 1880, il devient un agitateur antisémite radical du « Mouvement de Berlin ». En raison de ses discours populistes et radicaux et de ses contributions aux discussions, il est également qualifié d'« antisémite tapageur ». Il est co-initiateur de la pétition antisémite, lancée fin 1880 au sein de l'Association sociale de l'Empire, puis en 1881 dans le Parti impérial social (de) et propage dans de nombreuses réunions un antisémitisme raciste aux traits anticapitalistes, antilibéraux et anticonservateurs. Le soir du Nouvel An 1880, des émeutes anti-juives éclatent à Berlin, attribuées aux diatribes d'Henrici. Au début de 1881, il est donc renvoyé de l'enseignement. En 1882, il participe au premier Congrès international antijuif de Dresde.

### L'incendie de la synagogue de Neustettin
Le 18 février 1881, quelques jours seulement après une diatribe antisémite d'Ernst Henrici à Neustettin (13 février 1881), la synagogue de la ville est incendiée. Alors que les Juifs locaux et la presse libérale soupçonnent un incendie criminel, les antisémites affirment que les Juifs eux-mêmes ont mis le feu à la synagogue pour discréditer l'antisémitisme et collecter l'argent de l'assurance. Cinq membres de la communauté juive sont inculpés et quatre d'entre eux sont condamnés en 1883 par la cour d'assises de Köslin à des peines de prison pour complicité d'incendie criminel ou pour non-dénonciation de délits prévus. Après l'annulation de ce jugement par le Tribunal impérial, le jury de Konitz acquitte tous les accusés en 1884. La cause de l'incendie n'est jamais clarifiée ; cependant, le témoignage du principal témoin à charge, entre autres, s'avère être un mensonge évident. Dans le cadre des procès, des émeutes anti-juives éclatent à Neustettin et dans d'autres endroits de Poméranie-Orientale et de Prusse-Occidentale. Ceux-ci sont également alimentés par Henrici, qui agite à nouveau en Poméranie en juin 1881.

### Défaite électorale et fin de carrière politique
Au sein du « Mouvement de Berlin », Henrici reste un marginal ultra-radical. Henrici ne participe pas à l'alliance des conservateurs et des antisémites au sein du Comité central conservateur, mais se présente comme candidat indépendant aux élections du Reichstag au 3e circonscription de Berlin. Avec seulement 843 voix, il subit une défaite dévastatrice contre Max Liebermann von Sonnenberg. Il continue à fréquenter les milieux antisémites radicaux jusqu'en 1885, date à laquelle il se tourne vers le mouvement colonial. En 1884, il contracte un second mariage avec Clara Agnes Luise Lehmann, avec laquelle il a les enfants Elsa Hedwig Luise, Walther Ludwig Adalbert et Lothar.

### Aventurier colonial
Après avoir pris part à une expédition gouvernementale à travers la colonie allemande encore largement inexplorée du Togoland en 1887, il devient en 1888 cofondateur et président de la Société Gustav-Nachtigal pour la recherche africaine patriotique, du nom du chercheur africain Gustav Nachtigal, et donne conférences sur les tâches culturelles allemandes en Afrique. Avec son beau-frère, le peintre paysagiste Franz Leuschner, il se rend au Togo une seconde fois pour acheter des terres agricoles. Cependant, sa tentative de prendre pied dans la colonie allemande en tant que planteur échoue en raison de connaissances agricoles et géographiques insuffisantes. En 1890, il fonde la « Société allemande du Togo. Henrici et camarades », qui doit être dissoute à nouveau la même année. En 1891, il retourne en Empire allemand, complètement appauvri et lourdement endetté, d'où il s'embarque outre-mer.
Dans le Nouveau Monde, il travaille à partir de 1891, d'abord comme géomètre pour la construction de chemins de fer allemands au Venezuela, puis comme maître constructeur de ponts et planteur de café au Costa Rica. En 1902, il occupa un poste d'ingénieur en mécanique à Baltimore chez Bartlett, Hayward & Co. À Baltimore, il publie ses Dramatischen Werke et est cofondateur des Jeux floraux de Baltimore En 1905, Henrici retourne en Empire allemand et épouse Edith Meyer dans son troisième mariage. À partir de 1907, il travaille à Leipzig en tant que rédacteur en chef des magazines d'exportation en espagnol et en anglais El Comprador et Energy. En 1908, il voyage de nouveau aux États-Unis, donne des conférences à New York, puis dirige une ferme près de Mechanicsville, Maryland. Après que sa troisième épouse est frappée par la foudre, il épouse Paula Riedel en 1909 et vend sa ferme l'année suivante.
En 1910, Henrici tente en vain d'obtenir une habilitation à l'Université de Leipzig dans les domaines de l'économie coloniale et des transports. En 1911, il dirige un bureau et un laboratoire agro-techniques à Klinga et tente en 1912 de se présenter pour les conservateurs saxons aux élections du Reichstag sans aucune perspective de succès. À partir de 1913, il dirige également la maison d'étudiants Klinga à Klinga et devient rédacteur en chef du magazine national évangélique antisémite Frankfurter Warte. Un article de journal dans lequel Henrici critique vivement un discours de Rosa Luxemburg et sa dénonciation au parquet aboutit à la condamnation de Luxemburg pour incitation à la désobéissance à l'ordre en vigueur. En 1914, Henrici agit comme assistant de recherche à l'Exposition du commerce du livre et des graphiques de Leipzig et en septembre 1914 devient professeur adjoint au lycée royal avec une école supérieure d'agriculture à Döbeln.
Ernst Henrici est mort à Döbeln en 1915 à l'âge de 60 ans.

## Récompenses et honneurs
- 1880 Premier prix de la Fondation Charlotte[3] de l'Académie royale prussienne des sciences (pour une enquête sur les œuvres de Martin Luther)
- 1903 Prix aux Jeux floraux de Cologne (pour le poème Die Fullahmaid)

## Travaux
- Die Quellen von Notkers Psalmen. K. J. Trübner, Straßburg u. London 1878. (Erw. Fassung der Dissertation Berlin 1878: Über die Quellen und den Zweck von Notkers Psalmenkommentar.) Digitalisierung der Dissertation.
- Der lateinische Text in Notkers Psalmencommentar. In: Zeitschrift für deutsches Alterthum und deutsche Litteratur Bd. 23 (= N.F. 11). 1879, S. 217–258. Online
- (Mit Emil Henrici): Der Heinersdorfer Stein. In: Zeitschrift für deutsches Alterthum und deutsche Litteratur Bd. 24. 1880 (= N.F. 12), S. 455–462 Online; 25. 1881 (= N.F. 13), S. 57–59 (Nachtrag) Online
- Dr. Ernst Henrici’s Reichshallen-Rede vom 17. Dezember 1880. Oscar Lorenz, Berlin 1880. Online (PDF; 1,6 MB)
- Was ist der Kern der Juden-Frage? Vortrag, gehalten am 13. Januar 1881. Verlag der „Wahrheit“ (auch: M. Schulze), Berlin 1881. Online (PDF; 629 kB)
- Toleranz und nationale Ehre. Rede, gehalten am 10. Februar 1881 zu Dresden. M. Schulze, Berlin 1881. Online (PDF; 519 kB)
- Wie hat sich die Bevölkerung Berlins bei den bevorstehenden Reichstagswahlen zu verhalten? Zugleich ein Mahnwort an alle deutschen Wähler. Rede, gehalten am 17. Februar zu Berlin. M. Schulze, Berlin 1881. Online (PDF; 655 kB)
- Boetius. Trauerspiel in fünf Akten. Oscar Lorentz, Berlin 1882.
- Der Neustettiner Synagogenbrand vor Gericht. M. Schulze, Berlin 1883.
- Das deutsche Togogebiet und meine Afrikareise. – Leipzig: Reissner, 1888. Digitalisierte Ausgabe der Bibliothèque universitaire et d'État de Düsseldorf
- Lehrbuch der Ephe-Sprache (Ewe). Anlo-, Anecho- und Dahome-Mundart mit Glossar und einer Karte der Sklavenküste. W. Spemann, Stuttgart u. a. 1891. Digitalisierung.
- Das Volksrecht der Epheneger und sein Verhältnis zur deutschen Colonisation im Togogebiete. In: Zeitschrift für vergleichende Rechtswissenschaft 11 (1895), S. 131–152. Digitalisierung.
- Indiana. Erzählerische Dichtung. Dem Germania-Club der Stadt Baltimore zum Blumenspiel 1904 gewidmet. Selbstverlag, Baltimore 1904. (Reprint mit ausführlicher Einleitung in: Gabrijela Mecky Zaragoza [Hrsg.]: Die Aztekenblume. E. Pierson, Dresden 1904,  (ISBN 978-3-86205-295-0).)
- Dramatische Werke. 1-4. C. W. Schneidereith & Söhne, Baltimore 1904–05. (3. Aufl. 1905.)
- Die Aztekenblume. E. Pierson, Dresden 1904. (Reprint mit ausführlicher Einleitung hrsg. von Gabrijela Mecky Zaragoza. Iudicium, München, 2013.  (ISBN 978-3-86205-295-0).)
- Kolonialwirtschaftliche Aufgaben des deutschen Kaufmanns. Hesse, Leipzig 1908.